# Вулиця Транспортна (Тернопіль)
Вулиця Транспортна — вулиця в мікрорайоні «Новий світ» міста Тернополя. 

## Відомості
Розташована на сході мікрорайону. Розпочинається від вулиці За Рудкою, пролягає на північ до вулиці Новий Світ-бічна, де і закінчується. Вулиця проходить паралельно до залізничної колії, тому деякі її частини поєднані між собою пішохідними доріжками. Пішохідним мостом через залізницю з'єднана з вулицею Бродівською. На вулиці розташовані як приватні, так і багатоквартирні будинки. З заходу примикають вулиці Івана Котляревського, Полковника Данила Нечая, Северина Наливайка та Вільхова.

## Транспорт
Рух вулицею — двосторонній, дорожнє покриття — асфальт. Громадський транспорт по вулиці не курсує, найближчі зупинки знаходяться на вулицях За Рудкою, Новий Світ та Бродівській.